# Sjellajauratjah (Arjeplogs socken, Lappland, 736733-152092)
Sjellajauratjah är en sjö i Arjeplogs kommun i Lappland och ingår i Umeälvens huvudavrinningsområde.